# Veronica Alexandra Tecaru
Veronica Alexandra Tecaru (née le 14 janvier 1984), connue sous son nom de scène Veronika, est une chanteuse roumaine. Née à Galați, Tecaru s'est tourné vers le chant après avoir abandonné une carrière de basketteuse. Elle a commencé sa carrière musicale à Bucarest en tant que membre de Wassabi en 2006. Après la dissolution de Wassabi en 2009, Tecaru a poursuivi une carrière solo sous le nom de Veronika. Les artistes avec qui elle collabore incluent Brad Vee Johnson et Julian M (2011-2012).